# Hamar (vila)
Hamar é uma vila na comuna de Hamar, no condado de Innlandet, na Noruega. Hamar é o centro administrativo da comuna de Hamar. Está localizada na região tradicional de Hedmarken. A vila está localizada às margens do lago Mjøsa, o maior lago da Noruega. Historicamente, foi a principal vila do antigo condado de Hedmark, que agora faz parte do condado de Innlandet.
A vila de Hamar fica na parte sudoeste da comuna, e a área urbana da vila, na verdade, se estende para além das fronteiras municipais das comunas de Ringsaker e Stange. A vila de 13,95 quilômetros quadrados tem uma população de 28.535 habitantes (2021) e uma densidade populacional de 2.045 habitantes por quilômetro quadrado. Cerca de 1,5 quilômetro quadrado e 2.109 residentes da vila estão, na verdade, localizados na comuna de Ringsaker e outros 0,29 quilômetro quadrado e 305 residentes da cidade estão localizados na comuna de Stange.

## Informações gerais

### Nome
A comuna (originalmente a vila) recebeu o nome da antiga fazenda Hamar (em nórdico antigo: Hamarr). O mercado medieval foi construído nessa fazenda e acabou se tornando um kjøpstad que, por sua vez, tornou-se uma comuna autônoma. O nome é idêntico à palavra hamarr, que significa "colina rochosa".

### Brasão de armas
O brasão de armas foi concedido em 2 de junho de 1896. O brasão mostra um tetraz-lira sentado no topo de um pinheiro em um fundo branco. Uma versão mais antiga do brasão já era usado há muito tempo. A versão antiga foi descrita pela primeira vez na crônica anônima Hamar Chronicle, escrita em 1553.

## História

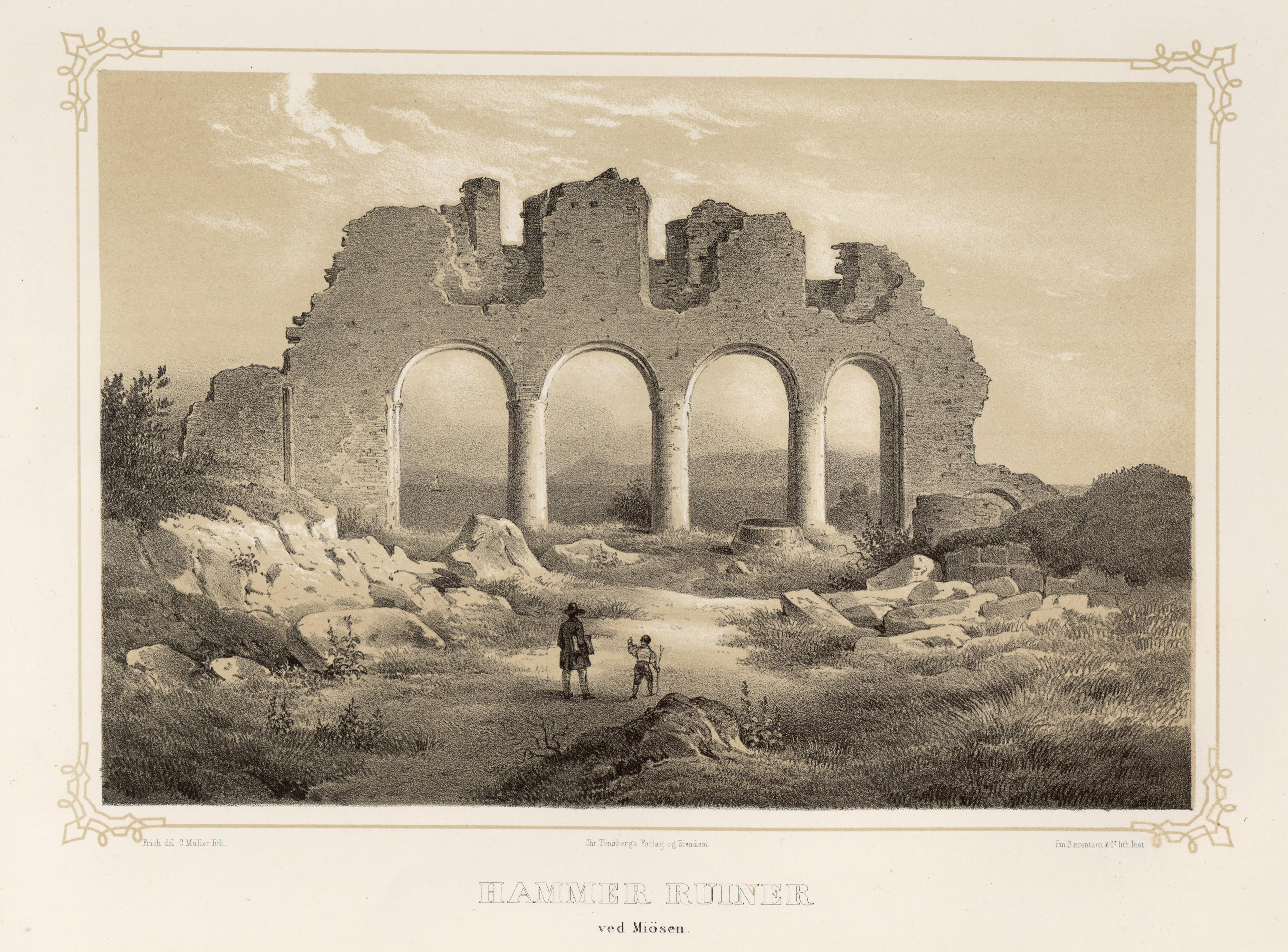
Ruínas da Catedral; desenho de Joachim Frich (1810-1858), c. 1848.

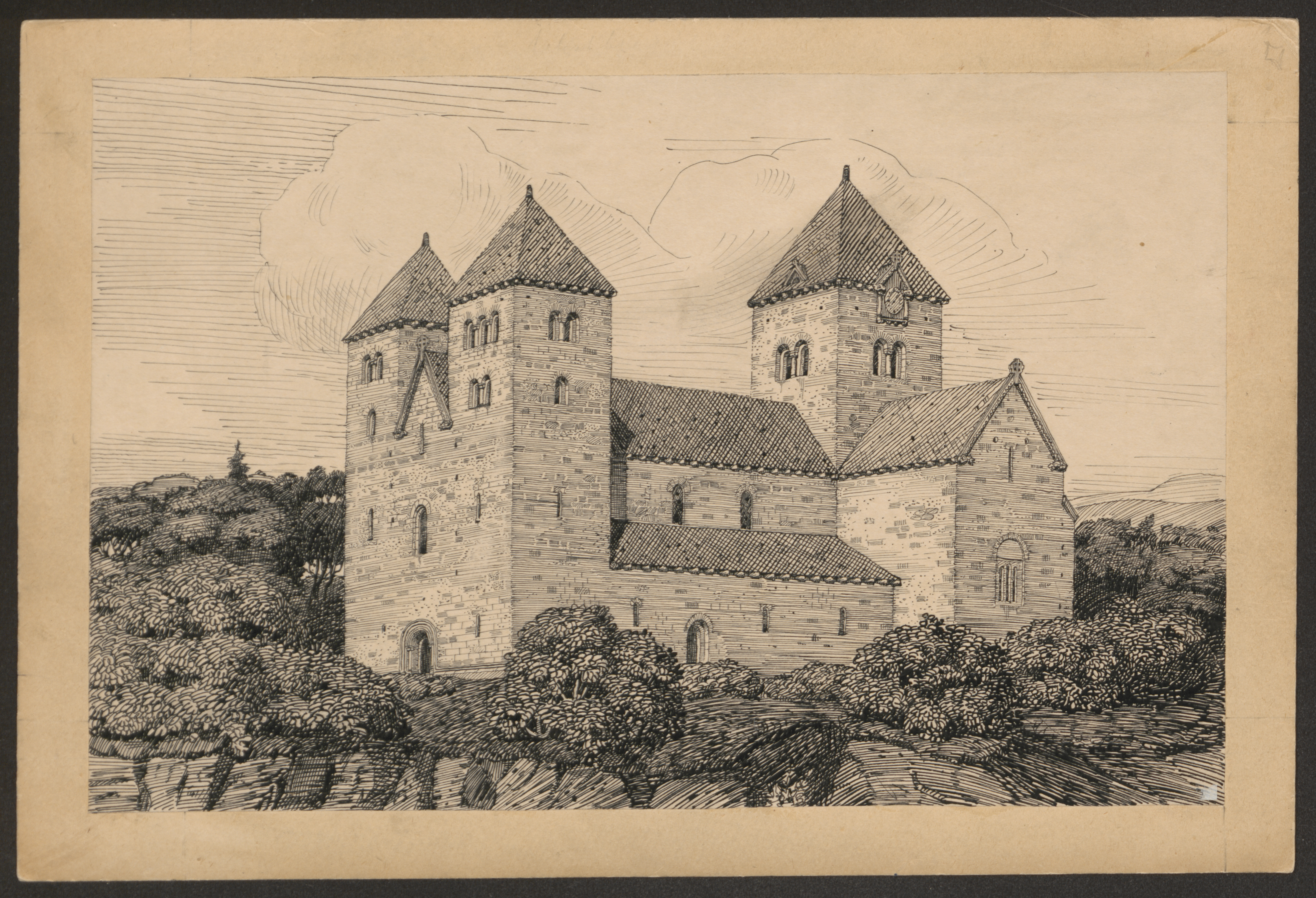
Catedral de Hamar; desenho de Olaf Nordhagen (1883-1925).

Entre 500 e 1000 d.C., a fazenda Åker foi um dos centros de poder mais importantes da Noruega, localizada a poucos quilômetros da atual vila de Hamar. Três moedas encontradas em Ringerike em 1895 foram datadas da época de Haroldo III da Noruega e têm a inscrição Olafr a Hamri.

### Idade Média
Em algum momento, provavelmente depois de 1030, mas claramente antes de 1152, o centro foi transferido de Åker para a península perto de Rosenlundvika (hoje Domkirkeodden), no que hoje é a vila de Hamar. Há algumas indicações de que Haroldo III da Noruega iniciou essa mudança porque tinha propriedades no novo local.
Grande parte das informações sobre a Hamar medieval é derivada de Hamar Chronicle, datada de cerca de 1550. Diz-se que a vila atingiu seu ápice no início do século XIV, dominada pela Catedral de Hamar, pela mansão do bispo e por uma fortaleza, além da urbanização ao redor. A vila era conhecida por seus pomares de maçãs perfumadas, mas também havia comerciantes, artesãos e pescadores na vila.
Após a cristianização da Noruega em 1030, Hamar começou a ganhar influência como um centro de comércio e religião. Em 1152, o representante episcopal Papa Adriano IV fundou a Diocese de Hamar como uma das cinco dioceses da Noruega medieval. Essa diocese incluía todo o Hedemarkens Amt e o Christians Amt, que foram separados da Diocese de Oslo em 1152. O primeiro bispo de Hamar foi Arnold, bispo de Gardar, na Groenlândia (1124-1152). Ele começou a construir a (agora em ruínas) Catedral da Igreja de Cristo, que foi concluída na época do bispo Paul (1232-1252). O bispo Thorfinn (1278-1282) foi exilado e morreu na abadia de Ter Doest, em Flandres, e mais tarde foi canonizado. O bispo Jörund (1285-1286) foi transferido para Trondheim. Um conselho provincial foi realizado em 1380. Hamar continuou sendo um importante centro religioso e político da Noruega, organizado em torno da catedral e da mansão do bispo até a Reforma Protestante que ocorreu em 1536-1537. Nessa época, Hamar perdeu seu status de sede da diocese depois que o último bispo católico, Mogens Lauritssøn (1513-1537), foi feito prisioneiro em seu castelo em Hamar por Truid Ulfstand, um nobre dinamarquês, e depois enviado para Antvorskov, na Dinamarca, onde recebeu um tratamento brando até sua morte em 1542. No auge de Hamar, havia uma Catedral com dez cônegos, uma escola, um Priorado Dominicano de São Olaf e um monastério dos Cônegos Regulares de Santo Antônio de Vienne.
Hamar, assim como a maior parte da Noruega, foi gravemente prejudicada pela peste negra em 1349 e, segundo todos os relatos, continuou em declínio até a Reforma Protestante, após a qual desapareceu.
A Reforma na Noruega levou menos de dez anos para ser concluída, de 1526 a 1536. Durante esse período, a fortaleza de Hamar foi transformada em residência do xerife e renomeada como fortaleza de Hamarhus. A catedral ainda era usada como igreja regular, mas caiu em ruínas, culminando com o cerco do exército sueco e a tentativa de demolição em 1567, durante a Guerra Nórdica dos Sete Anos. A antiga mansão do bispo também foi devastada durante esse cerco.

### Reforma e declínio
Em 1587, os comerciantes de Christiania conseguiram transferir todas as atividades de mercado de Hamar para Oslo. Embora algum comércio regional e sazonal tenha persistido até o século XVII, Hamar como vila deixou de existir nessa época. Em seu lugar, a área foi usada para a agricultura sob a fazenda Storhamar, embora as ruínas da catedral, da fortaleza e dos prédios menores tenham se tornado marcos históricos por séculos desde então.
O rei fez de Hamarhus uma sede feudal até 1649, quando Frederico III transferiu a propriedade conhecida como Hammer para Hannibal Sehested, tornando-a propriedade privada. Em 1716, a propriedade foi vendida a Jens Grønbech (1666-1734). Com isso, iniciou-se uma série de projetos de construção, e a fazenda ficou conhecida como Storhamar, passando por vários proprietários até que a nobreza norueguesa foi abolida em 1831, quando Erik Anker assumiu a fazenda.

### Fundação da Hamar moderna

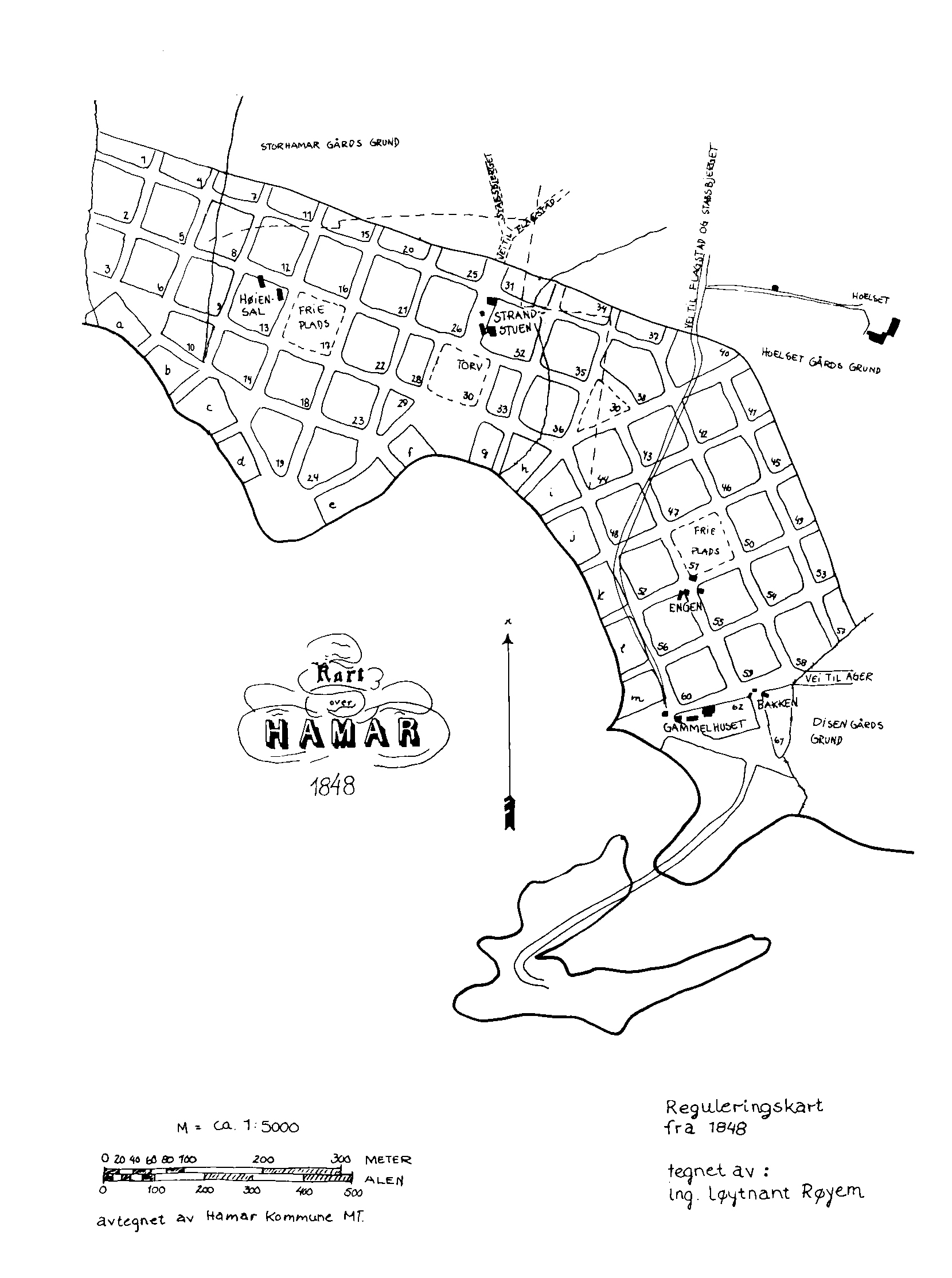
Planta da vila de Hamar, c. 1848.

Já em 1755, o governo dinamarquês em Copenhague manifestou interesse em estabelecer um centro comercial nas margens do lago Mjøsa. Elverum era considerada uma vila fronteiriça com agitação frequente, e até se falava em incentivar o dissidente Hans Nielsen Hauge a se estabelecer na área. O bispo Fredrik Julius Bech, uma das autoridades mais proeminentes de sua época, propôs o estabelecimento de uma cidade em Storhamar ou próximo a ela, aos pés de Furuberget.
Em 1812, as negociações começaram a sério quando o governador regional de Christians Amt propôs a criação de um mercado em Mjøsa. Uma comissão de quatro pessoas foi nomeada em 26 de julho de 1814, com o mandato de determinar um local adequado para uma nova vila ao longo da costa. Em 8 de junho de 1815, a comissão recomendou o estabelecimento dessa vila em Lillehammer, na época também uma fazenda, parte do prestegjeld de Fåberg.
Em função das objeções a essa recomendação, o departamento do interior pediu a dois professores, Ludvig Stoud Platou e Gregers Fougner Lundh, que pesquisassem a área e desenvolvessem uma recomendação alternativa. Parece que Lundh, em particular, dedicou grande esforço a essa tarefa e, em 1824, apresentou ao Parlamento da Noruega um longo relatório, que incluía mapas e planos para a nova vila.
A premissa de Lundh era que o interesse econômico nacional reinava supremo, portanto, ele baseou sua recomendação na capacidade da vila proposta de alcançar rapidamente um crescimento autossustentável. Ele propôs que o nome da nova vila fosse Carlshammer e que ela fosse construída ao longo da costa, ao norte de Storhamar e em direção ao leste. Seus planos eram detalhados, prevendo ruas com 20 metros de largura, blocos retangulares com 12 edifícios em cada um, com 2 metros de distância entre eles. Ele também propôs isenção de impostos por 20 anos para os primeiros residentes da vila, que o estado renunciasse aos impostos sobre a propriedade em favor da vila e que a vila recebesse direitos de monopólio para determinados negócios. Ele até propôs que certos tipos de estrangeiros fossem autorizados a se estabelecer na vila para promover o comércio, em especial os quakers.
Sua recomendação foi aceita, em princípio, pelo governo, mas o comitê parlamentar hesitou quanto à localização. Ele deixou a determinação do local para o rei, a fim de não atrasar ainda mais as coisas. Outra comissão foi nomeada em junho de 1825, composta por Herman Wedel-Jarlsberg, professor Lundh e outros noruegueses proeminentes. Depois de inspecionar todo o lago, a comissão apresentou outro relatório que considerava onze locais diferentes, incluindo locais próximos aos atuais Eidsvoll, Minnesund, Tangen em Stange, Åker, Storhamar, Brumunddal, Nes, Moelv, Lillehammer, Gjøvik e Toten. Cada uma foi apresentada com prós e contras. A própria comissão ficou dividida entre Lillehammer e Storhamar. O parlamento finalmente decidiu por Lillehammer, relegando Hamar mais uma vez, ao que parecia, a uma área agrícola ociosa.
Com a introdução dos barcos a vapor no lago, a elite urbana passou a se interessar pela Hamar medieval e, em 1841, surgiram editoriais defendendo o restabelecimento de uma cidade em Storhamar. Naquela época, as limitações da localização de Lillehammer também se tornaram aparentes, principalmente as de sua abra rasa. Depois de mais alguns anos de discussões e negociações regionais e nacionais, o membro do parlamento Frederik Stang colocou na mesa mais uma vez a possibilidade de uma vila em Storhamar ou nas proximidades. O governador da época, Frederik Hartvig Johan Heidmann, apresentou uma deliberação completa de possíveis locais específicos e acabou propondo o local atual, em Gammelhusbukten.
Em 26 de abril de 1848, o rei sancionou a lei que estabelecia Hamar como uma kjøpstad nos terrenos das fazendas de Storhamar e Holset, ao longo das margens do lago Mjøsa. A lei determinava que a vila seria fundada na data em que suas fronteiras fossem estabelecidas, o que acabou acontecendo em 21 de março de 1849. Hamar recebeu uma zona comercial de até 5 quilômetros de sua fronteira. A nova vila foi retirada da comuna de Vang e criada como Comuna de Hamar de acordo com a lei formannskapsdistrikt, aprovada em 1838.

### Construção da vila

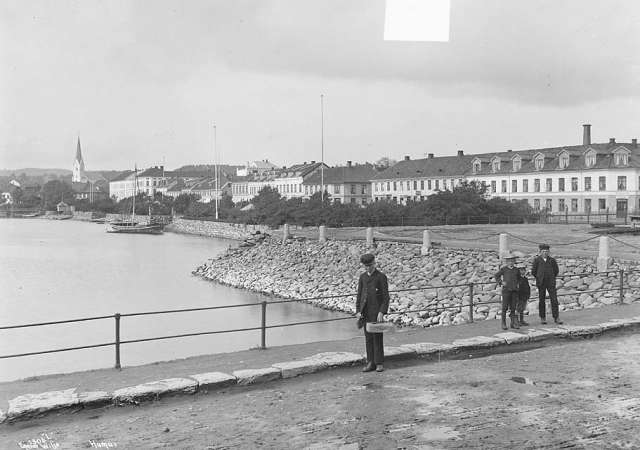
Vista de Hamar na década de 1890.

A área da nova vila e da comuna abrangia uma área de 40 hectares. Um engenheiro do exército, Røyem, elaborou o plano inicial. Haveria três vias de acesso, Strandgata, Torggata e Grønnegate (este último o nome de uma estrada medieval) e um sistema de grade de ruas entre elas. A orientação da vila era em direção à costa. Røyem reservou espaço para três parques e uma praça pública, além de espaço para uma igreja fora da fronteira da vila.
Houve críticas ao plano, apontando que o terreno era montanhoso e não era adequado para a rigidez proposta. Foram feitos alguns ajustes, mas o plano foi amplamente aceito e é evidente na Hamar de hoje. Também havia preocupações persistentes sobre a vulnerabilidade da vila a enchentes.
A construção começou assim que a lei foi aprovada, na primavera de 1849. Os primeiros prédios pareciam galpões, mas houve um grande entusiasmo e, no final de 1849, dez prédios estavam segurados na nova vila. Nenhum deles está de pé até hoje; os dois últimos eram edifícios adjacentes em Skappelsgate. Em 1850, havia 31 casas seguradas, em 1852, 42, e em 1853, 56. A construção desacelerou por alguns anos, mas voltou a crescer em 1858 e, no final de 1860, havia cem casas seguradas na cidade. As propriedades à beira-mar foram obrigadas a cultivar jardins, preparando o terreno para uma paisagem urbana arborizada.
As estradas logo se tornaram um desafio - em alguns lugares, era necessário atravessar riachos no meio da cidade. O inspetor de estradas se viu sob considerável estresse e demorou até 1869 para definir os nomes das ruas. As rodovias que entravam e saíam da vila também causaram um debate considerável, especialmente com relação a como financiá-las.
O primeiro terminal de passageiros em Hamar era, na verdade, um penhasco no lago, de onde os viajantes chegavam à cidade a remo. Em 1850, outro píer foi construído com um terminal de dois andares. Tudo isso era complicado devido às variações sazonais significativas nos níveis de água. Em 1857, foi construído um canal ao redor de uma bacia que permitiria que os navios de carga acessassem um grande armazém. Embora o canal e a bacia ainda não fossem profundos o suficiente para acomodar navios a vapor de passageiros, a área se tornou uma das mais movimentadas da vila e o ponto em torno do qual a abra se desenvolveu ainda mais.
A Diocese de Hamar foi estabelecida em 1864, e a Catedral de Hamar foi consagrada em 1866 e continua sendo um ponto central da vila.
Um calçadão foi criado a partir da área da abra, passando pelos jardins da orla e indo para o norte, em direção ao local da antiga vila.

### Estabelecimento do governo
O primeiro executivo de Hamar foi Johannes Bay, que chegou em outubro de 1849 para facilitar a eleição de um conselho de supervisores e representantes. A carta régia da vila previa a eleição de três supervisores e nove representantes. As eleições foram anunciadas no jornal e pelo pregoeiro da vila. Dos dez cidadãos elegíveis da vila, três supervisores foram eleitos, e os seis restantes foram eleitos por consentimento para serem representantes, resultando em um déficit de três no conselho. O primeiro prefeito de Hamar foi Christian Borchgrevink.
A primeira ordem do dia foi a alocação de licenças de bebidas alcoólicas e o limite máximo de álcool que poderia ser vendido dentro dos limites da vila. O conselho decidiu rapidamente conceder licenças a ambos os candidatos e estabeleceu o limite máximo de 12.000 "recipientes" de bebida alcoólica, uma quantidade que, para todos os efeitos, era ilimitada.
Em 1849, o número de eleitores aumentou para 26, incluindo comerciantes e vários artesãos, e os cargos de representantes vazios foram preenchidos em novembro. Em 1850, o conselho permitiu o exercício ilimitado de qualquer ofício para o qual não houvesse cidadania, o que levou a uma grande quantidade de artesanato não regulamentado. Policiais de meio período foram contratados, e a vila começou a estabelecer impostos e um orçamento no final de 1849. Em 1850, foi realizada uma nova eleição para o conselho da vila.
O pintor Jakobsen ofereceu desde o início o uso de sua casa para reuniões e assembleias públicas e, ao comprar um conjunto de fechaduras, seu porão também se tornou a prisão da vila. Um comerciante foi designado como bombeiro da vila e recebeu dois baldes com equipamentos e, mais tarde, uma simples mangueira. Em 1852, foi nomeado um chefe dos bombeiros em tempo integral. Houve também alguma controvérsia sobre o vigia que informava em voz alta a hora a todos os habitantes da vila a cada meia hora, todas as noites. Hamar também tinha uma lei aplicada contra o fumo (cachimbo) sem tampa em público ou em particular.
Nos primeiros dias de Hamar, toda a população era composta por jovens empreendedores, e havia pouca necessidade de serviços sociais. Depois de alguns anos, um pequeno número de pessoas indigentes precisou de apoio, e um asilo para pessoas menos favorecidas foi construído.
Em 1º de janeiro de 1878, a vila/comuna de Hamar foi ampliada com a anexação de cerca de 200 acres de terra e 138 pessoas da comuna vizinha de Vang a Hamar.

### Incêndios, enchentes e outros desastres
Em 1860, as preocupações com as enchentes foram confirmadas quando uma primavera tardia e repentina causou a inundação do lago, atingindo o pico por volta de 24 de junho, quando o piso da rua das propriedades foi completamente inundado. Essa foi a pior enchente registrada desde 1789. Em 9 de julho, a inundação havia diminuído. Em agosto, chuvas torrenciais levaram a inundações repentinas na área, colocando várias ruas debaixo d'água. Isso foi imediatamente seguido por um clima frio fora de época, congelando as plantações de batata e causando transtornos aos moradores de Hamar. Em seguida, o clima ameno se instalou e derreteu todo o gelo e a neve acumulada, o que levou a outra rodada de inundações. Quando chegou um inverno particularmente frio e cheio de neve, houve um grande alívio quanto à estabilidade.
Em 1876, a cidade foi escandalizada pela prisão de Kristoffer Svartbækken, preso pelo assassinato a sangue frio de Even Nilsen Dæhlin, de 19 anos. Svartbækken foi condenado pelo assassinato e executado no ano seguinte na comunidade rural vizinha de Løten, com uma audiência de 3.000 habitantes locais, presumivelmente a maioria da população de Hamar na época.
Em 1878, quando os recursos de combate a incêndios da jovem vila estavam sendo aprimorados, houve um incêndio em uma padaria. O fogo foi apagado sem causar muitos danos. Em fevereiro de 1879, às 2h da manhã, outro incêndio ocorreu após as festividades, queimando um prédio inteiro que abrigava muitos itens históricos da vila. Em seguida, houve uma série de incêndios que deixaram quarteirões inteiros em cinzas. Os incêndios continuaram ocorrendo até 1881, quando foi contratado um corpo de bombeiros profissional.
Em 1889, houve tumultos em Hamar por causa da prisão de um de seus próprios policiais, o sargento Huse, que havia sido insubordinado durante um exercício militar no acampamento da cavalaria em Gardermoen. Em um ato de mau julgamento, o superior de Huse o enviou para a prisão de Hamar, em vez de para as prisões militares. Em parte liderada e em parte tolerada por outros policiais, a população da vila se envolveu em manifestações, marchas e outros atos ilegais, mas não violentos, que foram efetivamente encerrados quando uma companhia de soldados chegou do acampamento em Terningmoen, perto de Elverum.

A compositora Fredrikke Waaler fundou e dirigiu a primeira orquestra em Hamar em 1893. Ela também dirigiu um coral e escreveu uma canção para a vila.

### Era moderna
Em 1946, uma grande área em Vang que circundava a vila de Hamar (população: 4.087) foi transferida para fora de Vang e incorporada a Hamar. No ano seguinte, uma parte da comuna de Furnes (população: 821) também foi incorporada a Hamar. Em 1º de janeiro de 1965, uma parte de Ringsaker, com uma população de cerca de 100 pessoas, foi transferida para Hamar.
Em 1975, a Igreja de Storhamar foi construída para atender à crescente população de Hamar.
Em 1º de janeiro de 1992, a comuna de Vang (população: 9.103) foi fundida com a vila de Hamar (população: 16.351) e partes das áreas de Stensby, Hanstad, Viker e Stammerud de Ringsaker (população: 224) para formar uma nova e maior comuna de Hamar.

## Paisagem urbana

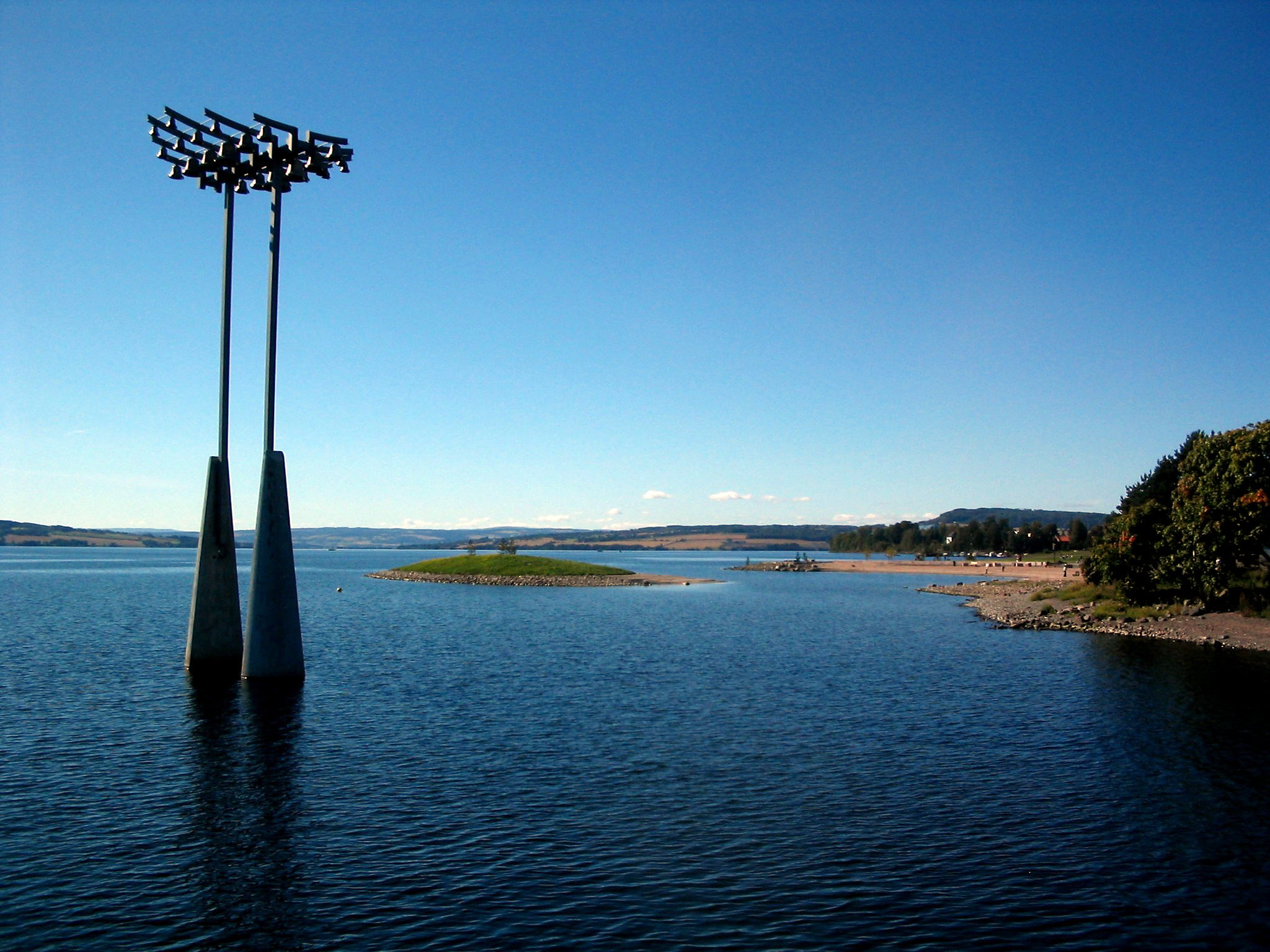
A torre do relógio e a ilha Koigen, Lago Mjøsa.

O Anno Museum, localizado em Domkirkeodden, é um importante marco histórico em Hamar, um museu ao ar livre com restos da igreja medieval, em uma caixa de vidro protetora, a fortaleza episcopal e uma coleção de antigas casas de fazenda. A instituição é um museu combinado medieval, etnológico e arqueológico, e recebeu prêmios de arquitetura por sua abordagem de conservação e exposição. Ela também abriga um vasto arquivo fotográfico da região de Hedmark.
Além disso, Hamar é conhecida por sua arena coberta de patinação de velocidade em pista longa e bandy, o Olympia Hall, mais conhecido como Vikingskipet ("O navio viking") por seu formato. Ele foi construído para sediar as competições de patinação de velocidade dos Jogos Olímpicos de Inverno de 1994, que foram realizados na vizinha Lillehammer. Em 1993, já havia sediado o Campeonato Mundial de Bandy. A Arena Olímpica de Vikingskipet foi usada mais tarde, no inverno de 2007, como o parque de serviços para o Rally da Noruega, a segunda etapa da temporada do Campeonato Mundial de Rally de 2007. Nos últimos 13 anos, tem sido a sede da segunda maior festa de computador do mundo, The Gathering, que começa na quarta-feira de Páscoa de cada ano.
Também situado em Hamar está o Anfiteatro Olímpico de Hamar, que sediou os eventos de patinação artística no gelo e de patinação de velocidade em pista curta dos Jogos Olímpicos de Inverno de 1994. A competição de patinação artística foi muito aguardada. Ela contou com Nancy Kerrigan e Tonya Harding, que atraíram a maior parte da atenção da mídia, mas a medalha de ouro foi conquistada por Oksana Baiul, da Ucrânia.
O centro de Hamar é a passarela de pedestres no meio da vila, com a biblioteca, o cinema e o mercado dos fazendeiros em Stortorget (a praça grande), no lado oeste, e Østre Torg (a praça leste), que fica no topo de um estacionamento subterrâneo de vários andares, no lado leste.

## Transporte

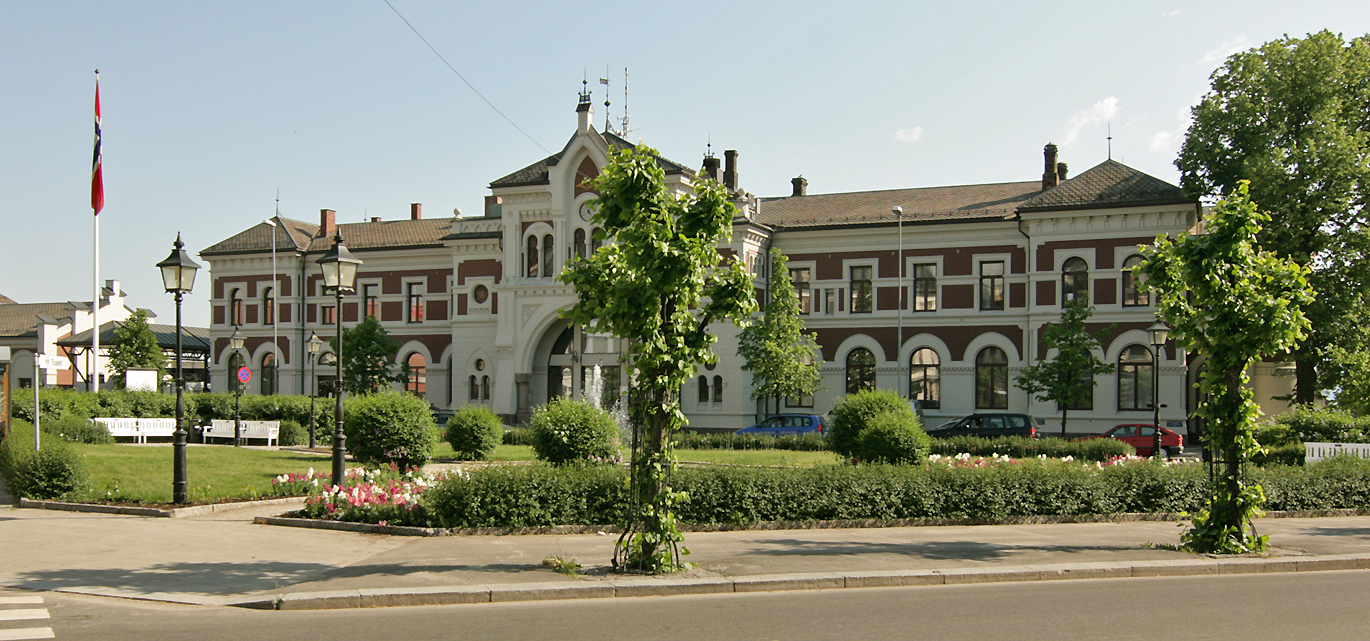
Estação Ferroviária de Hamar.

Hamar é um importante entroncamento ferroviário entre duas linhas diferentes de Oslo a Trondheim. Rørosbanen, a antiga linha ferroviária, se ramifica da linha principal, a Dovrebanen. O Museu Ferroviário Norueguês (Norsk Jernbanemuseum) também fica em Hamar. O Aeroporto de Hamar, Stafsberg, atende à aviação geral.

## Clima
Hamar tem um clima continental úmido (Dfb) com invernos bastante secos e frios e verões confortavelmente quentes. A estação meteorológica Hamar II, a uma altitude de 141 metros, começou a registrar temperaturas em 1968. A máxima de todos os tempos, 33 °C (91 °F), foi registrada em julho de 2018, que foi o mês mais quente já registrado, com média diária alta de 28,8 °C (83,8 °F) e média de 21,6 °C (70,9 °F). A mínima histórica de -29,8 °C (-21,6 °F) foi registrada em dezembro de 2010, que foi um mês muito frio, com média de -14 °C (7 °F) e mínima diária média de -18,2 °C (-0,8 °F). Uma estação meteorológica anterior (Hamar I, a uma altitude de 139 m) registrou o mês mais frio já registrado, com média de -17,2 °C (1,0 °F) em janeiro de 1917. Em agosto de 1975, a estação meteorológica "Staur Forsøksgård", na vizinha Stange, registrou 35 °C (95 °F).
| Dados climáticos para Hamar 1991-2020 (141 m, extremos 2008-2022, dias de precipitação 1961-90) | Dados climáticos para Hamar 1991-2020 (141 m, extremos 2008-2022, dias de precipitação 1961-90) | Dados climáticos para Hamar 1991-2020 (141 m, extremos 2008-2022, dias de precipitação 1961-90) | Dados climáticos para Hamar 1991-2020 (141 m, extremos 2008-2022, dias de precipitação 1961-90) | Dados climáticos para Hamar 1991-2020 (141 m, extremos 2008-2022, dias de precipitação 1961-90) | Dados climáticos para Hamar 1991-2020 (141 m, extremos 2008-2022, dias de precipitação 1961-90) | Dados climáticos para Hamar 1991-2020 (141 m, extremos 2008-2022, dias de precipitação 1961-90) | Dados climáticos para Hamar 1991-2020 (141 m, extremos 2008-2022, dias de precipitação 1961-90) | Dados climáticos para Hamar 1991-2020 (141 m, extremos 2008-2022, dias de precipitação 1961-90) | Dados climáticos para Hamar 1991-2020 (141 m, extremos 2008-2022, dias de precipitação 1961-90) | Dados climáticos para Hamar 1991-2020 (141 m, extremos 2008-2022, dias de precipitação 1961-90) | Dados climáticos para Hamar 1991-2020 (141 m, extremos 2008-2022, dias de precipitação 1961-90) | Dados climáticos para Hamar 1991-2020 (141 m, extremos 2008-2022, dias de precipitação 1961-90) | Dados climáticos para Hamar 1991-2020 (141 m, extremos 2008-2022, dias de precipitação 1961-90) |
| Mês                                                                                             | Jan                                                                                             | Fev                                                                                             | Mar                                                                                             | Abr                                                                                             | Mai                                                                                             | Jun                                                                                             | Jul                                                                                             | Ago                                                                                             | Set                                                                                             | Out                                                                                             | Nov                                                                                             | Dez                                                                                             | Ano                                                                                             |
| ----------------------------------------------------------------------------------------------- | ----------------------------------------------------------------------------------------------- | ----------------------------------------------------------------------------------------------- | ----------------------------------------------------------------------------------------------- | ----------------------------------------------------------------------------------------------- | ----------------------------------------------------------------------------------------------- | ----------------------------------------------------------------------------------------------- | ----------------------------------------------------------------------------------------------- | ----------------------------------------------------------------------------------------------- | ----------------------------------------------------------------------------------------------- | ----------------------------------------------------------------------------------------------- | ----------------------------------------------------------------------------------------------- | ----------------------------------------------------------------------------------------------- | ----------------------------------------------------------------------------------------------- |
| Recorde alta °C (°F)                                                                            | 10.5 (50.9)                                                                                     | 9.5 (49.1)                                                                                      | 19.1 (66.4)                                                                                     | 23.8 (74.8)                                                                                     | 30 (86)                                                                                         | 30.8 (87.4)                                                                                     | 33 (91)                                                                                         | 29.2 (84.6)                                                                                     | 23.8 (74.8)                                                                                     | 19.2 (66.6)                                                                                     | 15.9 (60.6)                                                                                     | 10.9 (51.6)                                                                                     | 33 (91)                                                                                         |
| Média alta °C (°F)                                                                              | −3 (27)                                                                                         | −1 (30)                                                                                         | 3 (37)                                                                                          | 8 (46)                                                                                          | 15 (59)                                                                                         | 19 (66)                                                                                         | 21 (70)                                                                                         | 19 (66)                                                                                         | 14 (57)                                                                                         | 8 (46)                                                                                          | 1 (34)                                                                                          | −4 (25)                                                                                         | 8.3 (46.9)                                                                                      |
| Média diária °C (°F)                                                                            | −5.7 (21.7)                                                                                     | −5.3 (22.5)                                                                                     | −1.1 (30)                                                                                       | 4.4 (39.9)                                                                                      | 10.3 (50.5)                                                                                     | 14.6 (58.3)                                                                                     | 17 (63)                                                                                         | 15.5 (59.9)                                                                                     | 10.9 (51.6)                                                                                     | 5 (41)                                                                                          | 0.1 (32.2)                                                                                      | −4.5 (23.9)                                                                                     | 5.1 (41.21)                                                                                     |
| Média baixa °C (°F)                                                                             | −9 (16)                                                                                         | −9 (16)                                                                                         | −6 (21)                                                                                         | 0 (32)                                                                                          | 5 (41)                                                                                          | 12 (54)                                                                                         | 13 (55)                                                                                         | 11 (52)                                                                                         | 8 (46)                                                                                          | 3 (37)                                                                                          | −1 (30)                                                                                         | −6 (21)                                                                                         | 1.8 (35.1)                                                                                      |
| Recorde baixa °C (°F)                                                                           | −27.7 (−17.9)                                                                                   | −29.5 (−21.1)                                                                                   | −22.4 (−8.3)                                                                                    | −15.4 (4.3)                                                                                     | −2.5 (27.5)                                                                                     | 1.1 (34)                                                                                        | 4.4 (39.9)                                                                                      | 3 (37)                                                                                          | −2.9 (26.8)                                                                                     | −12.5 (9.5)                                                                                     | −20.7 (−5.3)                                                                                    | −29.8 (−21.6)                                                                                   | −29.8 (−21.6)                                                                                   |
| Média precipitação mm (pol.)                                                                    | 21.6 (0.85)                                                                                     | 15 (0.59)                                                                                       | 15.5 (0.61)                                                                                     | 27.6 (1.087)                                                                                    | 55.6 (2.189)                                                                                    | 55 (2.17)                                                                                       | 67.8 (2.669)                                                                                    | 71.7 (2.823)                                                                                    | 55.5 (2.185)                                                                                    | 48.6 (1.913)                                                                                    | 40.7 (1.602)                                                                                    | 25.5 (1.004)                                                                                    | 500.1 (19.692)                                                                                  |
| Média de dias de precipitação (≥ 1.0 mm)                                                        | 8                                                                                               | 6                                                                                               | 7                                                                                               | 6                                                                                               | 8                                                                                               | 10                                                                                              | 10                                                                                              | 10                                                                                              | 10                                                                                              | 9                                                                                               | 9                                                                                               | 8                                                                                               | 101                                                                                             |
| Fonte:                                                                                          |                                                                                                 |                                                                                                 |                                                                                                 |                                                                                                 |                                                                                                 |                                                                                                 |                                                                                                 |                                                                                                 |                                                                                                 |                                                                                                 |                                                                                                 |                                                                                                 |                                                                                                 |

## Residentes notáveis

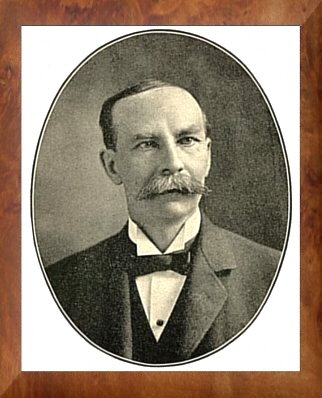
Hans Jevne.

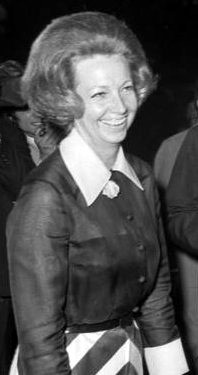
Rut Brandt em 1970.

### Serviço público
- Claus Bendeke (1763-1828), jurista e representante na Assembleia Constitucional da Noruega

- Hans Jevne (1849-1927), merceeiro e líder cívico no início de Los Angeles[14]

- Gustav Heiberg (1856-1935), advogado e prefeito de Hamar na década de 1910

- Olav Johan Sopp (1860-1931), micologista norueguês

- Martin Rønne (1861-1932), fabricante de velas e explorador polar norueguês

- Katti Anker Møller (1868-1945), feminista, ativista dos direitos das crianças e dos direitos civis

- Carl Schiøtz (1877-1938), médico e professor de higiene e bacteriologia

- Einar Grill Fasting (1883-1958), nazista, cofundador da filial do Nasjonal Samling em Hamar

- WFK Christie (1885-1956), jurista em Hamar, cofundador da filial do Nasjonal Samling em Hamar

- Thorolf Vogt (1888-1958), geólogo, professor e explorador do Ártico

- Kristian Bakken (1888-1954), trabalhador e político, prefeito de Hamar na década de 1930

- Rikka Deinboll (1897-1973), bibliotecária e tradutora

- Kristian Birger Gundersen (1907-1977), político, prefeito de Hamar nas décadas de 1960 e 70

- Ingrid Semmingsen (1910-1995), primeira professora de história na Noruega

- Rut Brandt (1920-2006), escritora, segunda esposa de Willy Brandt

- Haakon Melhuus (nascido em 1947), meteorologista e apresentador

- Einar Busterud (nascido em 1953), político, prefeito de Hamar desde 2015

- Trygve Slagsvold Vedum (nascido em 1978), político norueguês, líder de partido e ministro do governo

- Anette Trettebergstuen (nascida em 1981) política abertamente lésbica

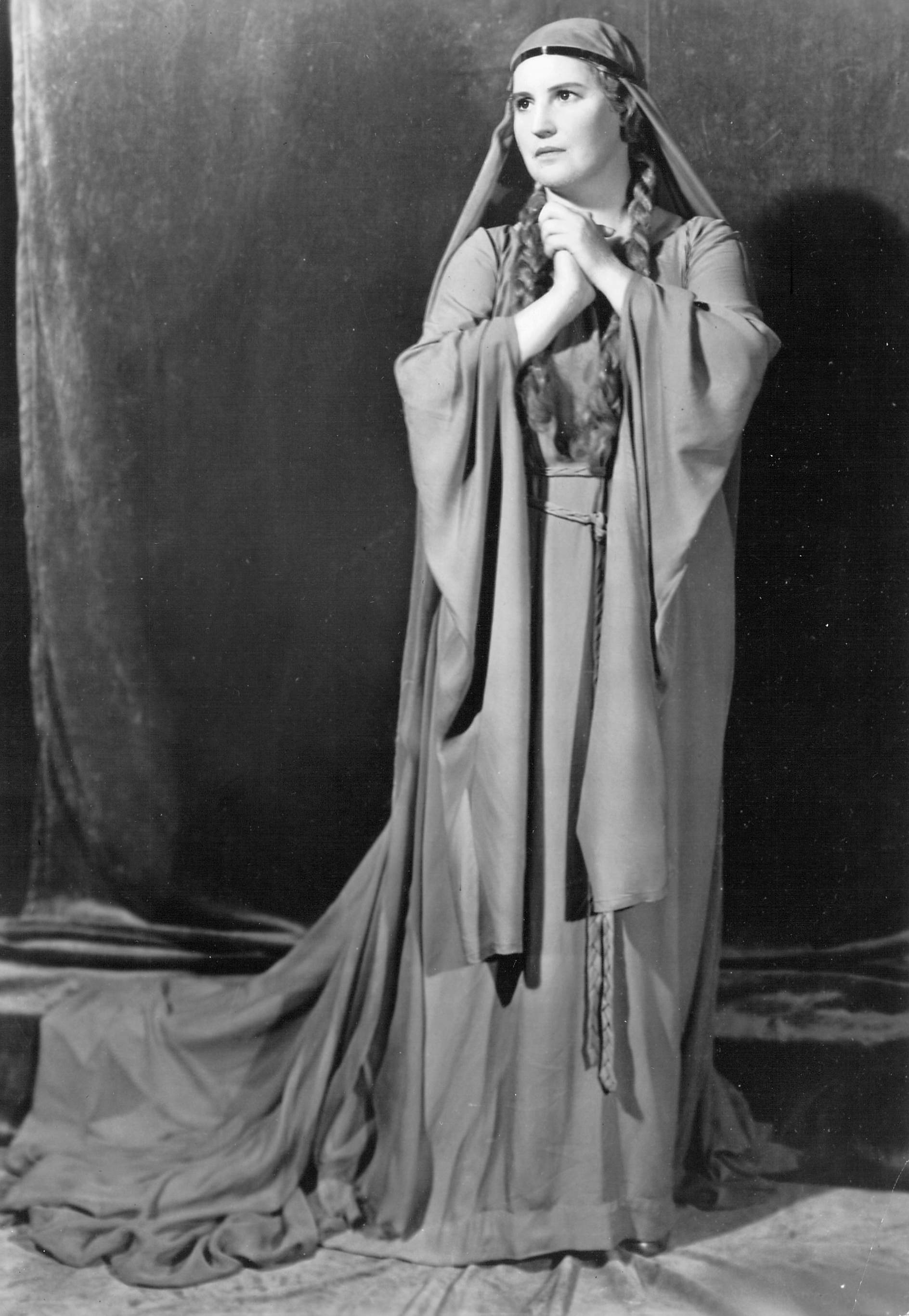
Kirsten Flagstad como Isolda.

### Artistas
- Hulda Garborg (1862-1934), romancista, dramaturga, poeta e dançarina

- Ulrikke Greve (1868-1951), importante artista têxtil, que se destacou em trabalhos de tapeçaria

- Kirsten Flagstad (1895-1962), cantora de ópera e soprano wagneriana de grande prestígio[15]

- Rolf Jacobsen (1907-1994), autor, poeta e escritor modernista

- Øivind Bergh (1909-1987), violinista norueguês e líder de orquestra

- Jens Book-Jenssen (1910-1999), cantor, compositor, artista de revista e diretor de teatro[16]

- Sigurd Evensmo (1912-1978), autor e jornalista norueguês

- Gerd Thoreid (1924-2020), comediante de stand-up e cantor

- Kjell Heggelund (1932-2017), pesquisador literário, palestrante, editor, poeta e crítico literário

- Knut Faldbakken (nascido em 1941), romancista e escritor norueguês

- Torill Kove (nascido em 1958), diretor de cinema canadense e animador premiado[17]

- Ole Edvard Antonsen (nascido em 1962), trompetista, músico e maestro norueguês

- Merete Morken Andersen (nascida em 1965), romancista, escritora de livros infantis e editora de revistas

- Ole Børud (nascido em 1976), cantor, compositor e instrumentista

- Anders Baasmo Christiansen (nascido em 1976), ator[18]

- Ryan Wiik (nascido em 1981), ator e empresário, reside em Los Angeles[19]

- Mari Chauhan (nascida em 1988), detentora do título do concurso de beleza Miss Noruega 2013

- Elise Dalby (nascida em 1995), modelo e detentora do título do concurso de beleza Miss Noruega 2014

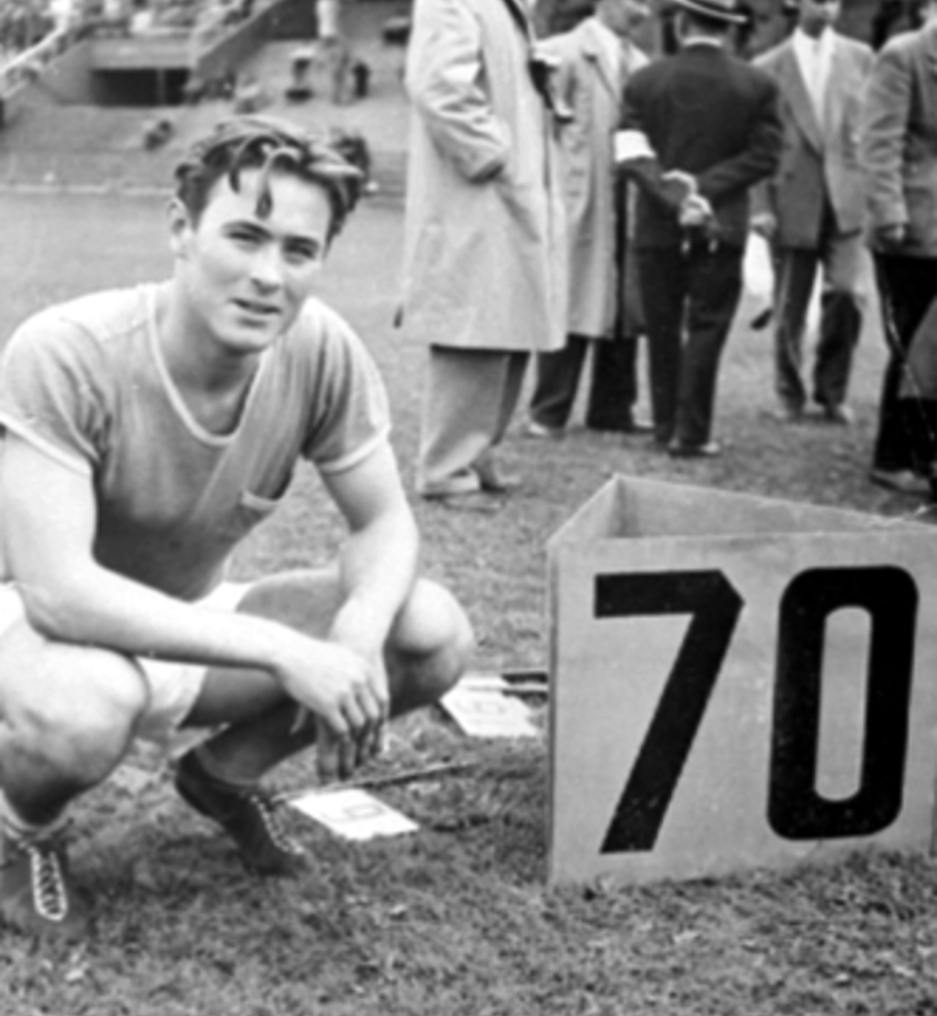
Egil Danielsen em 1953.

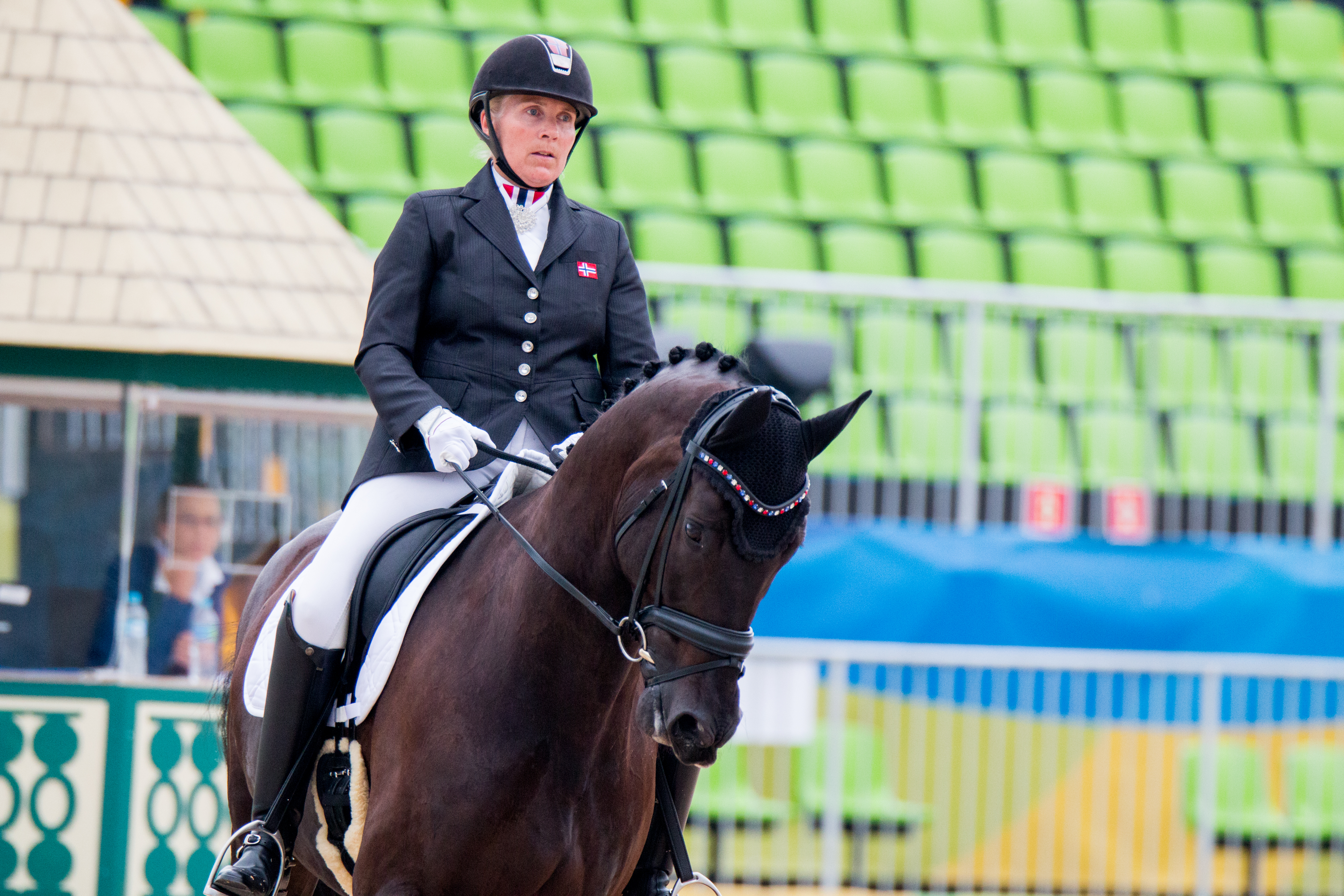
Ann Cathrin Lübbe em 2016.

### Esportistas
- Olaf Johannessen (1890-1977), atirador esportivo, competiu nos Jogos Olímpicos de Verão de 1924

- Sverre Sørsdal (1900-1996), boxeador, medalhista de prata e bronze nos Jogos Olímpicos de Verão de 1920 e 1924

- Egil Danielsen (1933-2019), lançador de dardo, medalha de ouro nos Jogos Olímpicos de Verão de 1956

- Ivar Eriksen (nascido em 1942), ex-patinador de velocidade, medalhista de prata por equipe nos Jogos Olímpicos de Inverno de 1968

- Terje Kojedal (nascido em 1957), ex-jogador de futebol com 230 partidas por clubes e 66 pela Seleção Norueguesa de Futebol

- Erik Kristiansen (nascido em 1963), ex-jogador de hóquei no gelo

- Jon Inge Kjørum (nascido em 1965), ex-patinador de esqui, medalhista de bronze nos Jogos Olímpicos de Inverno de 1988

- Vegard Skogheim (nascido em 1966), ex-jogador de futebol com mais de 400 partidas por clubes e 13 pela Seleção Norueguesa de Futebol

- Kamilla Gamme (nascida em 1969), mergulhadora

- Ann Cathrin Lübbe (nascida em 1971), equestre paraolímpica norueguesa

- Irene Dalby (nascida em 1971), ex-nadadora de ponta e três vezes atleta olímpica

- Jan Frode Andersen (nascido em 1972), jogador de tênis

- Audun Grønvold (nascido em 1976), esquiador de estilo livre, medalhista de bronze nos Jogos Olímpicos de Inverno de 2010

- Thorstein Helstad (nascido em 1977), jogador de futebol com 448 jogos por clubes e 38 pela Seleção Norueguesa de Futebol

- Kristin Bekkevold (nascida em 1977), jogadora de futebol, medalhista de ouro por equipe nos Jogos Olímpicos de Verão de 2000

- Atle Gulbrandsen (nascido em 1979), piloto de corrida

- Even Wetten (nascido em 1982), ex-patinador de velocidade

- Patrick Thoresen (nascido em 1983), jogador profissional de hóquei no gelo

- Petter Vaagan Moen (nascido em 1984), jogador de futebol com 376 jogos por clubes e 9 pela Seleção Norueguesa de Futebol

- Marius Holtet (nascido em 1984), atacante profissional de hóquei no gelo norueguês aposentado

- Marcus Pedersen (nascido em 1990), jogador de futebol com mais de 250 jogos por clubes e 9 pela Seleção Norueguesa de Futebol

## Esportes

Mapa dos locais dos Jogos Olímpicos de Inverno de 1994.

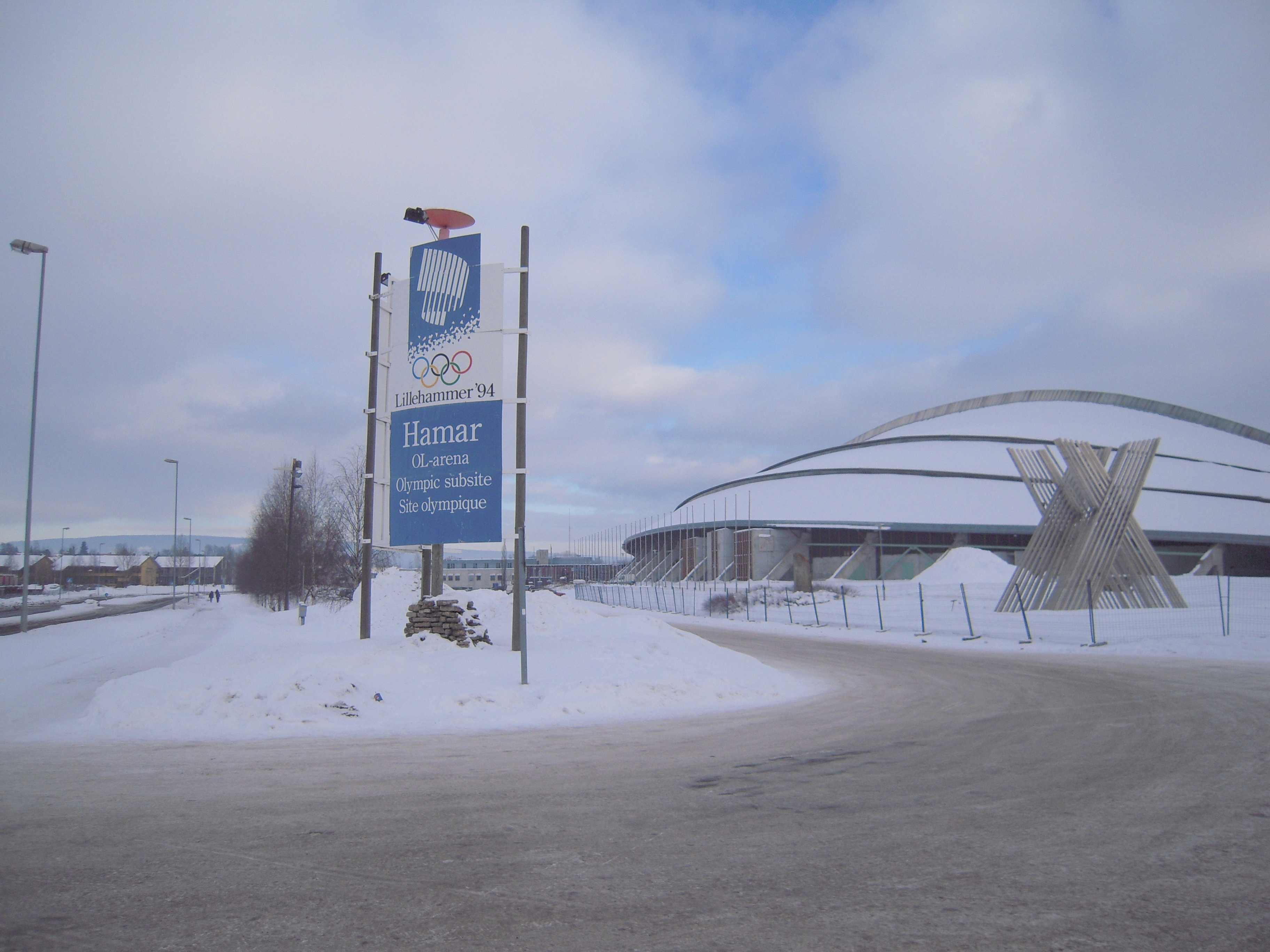
Vikingskipet, um local olímpico de 1994.

### Equipes esportivas
Hamar possui várias equipes em diversos esportes:
- O Hamarkameratene (Ham-Kam) é um clube de futebol que joga na Eliteserien, a primeira divisão do futebol norueguês.

- O Storhamar Ishockey é um time de hóquei no gelo que atualmente joga na EliteHockey Ligaen norueguesa. O clube ganhou o título um total de sete vezes, mais recentemente durante a temporada 2017-18.

- O Storhamar HE é um time de handebol que joga na REMA 1000-ligaen.

- O Fart IL é um time de futebol feminino.

- O Hamar IL é uma equipe que já jogou na divisão mais alta de bandy.

### Esportes individuais
Hamar é conhecida por sua história na patinação de velocidade, tanto por seus patinadores quanto pelos campeonatos que foram sediados na vila. Já em 1894, Hamar sediou seu primeiro campeonato europeu e o primeiro campeonato mundial no ano seguinte. Depois que o Vikingskipet foi construído, Hamar passou a sediar campeonatos internacionais regularmente.
Os patinadores mais notáveis de Hamar são Dag Fornæss e Even Wetten, ambos ex-campeões mundiais. Amund Sjøbrend, Ådne Søndrål e Eskil Ervik foram todos membros do clube local Hamar IL, embora não tenham nascido em Hamar.
Em Hamar, em 17 de julho de 1993, o ciclista escocês Graeme Obree estabeleceu o recorde mundial de maior distância percorrida em uma hora. Seus 51.596 metros quebraram o recorde de 51.151 metros estabelecido na altitude nove anos antes. O recorde durou apenas seis dias, antes que Chris Boardman o batesse em Bordeaux, na França.
O speedway tem uma longa associação com Hamar, abrangendo três locais. O Campeonato Norueguês Individual de Speedway foi realizado em Hamar Idrettsplassen em 1939 e em Briskebyen Utstillingsplassen em 1954. O Grande Prêmio de Speedway da Noruega foi realizado no Vikingskipet de 2002 a 2004.

### Eventos
Hamar sediou três esportes durante os Jogos Olímpicos de Inverno de 1994: patinação artística, patinação de velocidade em pista curta e patinação de velocidade.

## Relações internacionais

### Cidades-irmãs
As seguintes cidades, tanto na Escandinávia quanto no resto do mundo, são cidades-irmãs de Hamar:
- Dalvíkurbyggð, Islândia

- Fargo, Dakota do Norte, Estados Unidos

- Greifswald, Mecklenburg-Vorpommern, Alemanha

- Carmiel, Distrito Norte, Israel

- Khan Yunis, Faixa de Gaza, Territórios Palestinos

- Lund, Condado de Escânia, Suécia

- Porvoo, Uusimaa, Finlândia

- Viborg, Jutlândia Central, Dinamarca

- Condado de Eddy, Dakota do Norte, Estados Unidos

## Na literatura e na cultura popular
Parte do enredo de "The Axe", o primeiro volume de "The Master of Hestviken", de Sigrid Undset, se passa na Hamar medieval. Os jovens amantes do livro, aos quais foi negado o direito de se casar por parentes mal-intencionados, chegam à vila para tentar obter a ajuda do bondoso e compassivo bispo Thorfinn de Hamar.
Jorma Kaukonen, ex-guitarrista do Jefferson Airplane, celebrou seu amor pela patinação de velocidade na música Hamar Promenade, em seu álbum Quah, de 1974.
A cantora e compositora norueguesa de jazz-pop Silje Nergaard dedicou seu álbum Hamar Railway Station, lançado em dezembro de 2020, ao entroncamento ferroviário de Hamar.